# Noord-Thailand
Noord-Thailand is de noordwestelijke regio van Thailand. Het gebied grenst aan Myanmar (Birma) in het westen en Laos in het oosten. In het zuiden grenst het aan de regio Centraal-Thailand, en in het zuidoosten aan Isaan, de noordoostelijke regio van Thailand.
De regio is berg- en heuvelachtig. Dit zorgt voor een relatief koel klimaat in vergelijking met Centraal-Thailand. De grootste stad van Noord-Thailand is Chiang Mai met 150.000 inwoners (700.000 in de hele agglomeratie). Belangrijke rivieren zijn de Ping, Nan, Yom en Wang, die samenvloeien tot de Chao Phraya (Menam).
Van de 13e tot de 16e eeuw was het gebied een onafhankelijk koninkrijk, Lanna. In 1588 werd het een vazalstaat van Birma. In 1775 werd Lanna veroverd door Ayutthaya, waarna het onderdeel werd van Siam, het huidige Thailand.

## Provincies
De regio wordt onderverdeeld in 17 provincies:
|  | 1. Chiang Mai 2. Chiang Rai 3. Kamphaeng Phet 4. Lampang 5. Lamphun 6. Mae Hong Son 7. Nakhon Sawan 8. Nan 9. Phayao | 1. Phetchabun 2. Phichit 3. Phitsanulok 4. Phrae 5. Sukhothai 6. Tak 7. Uthai Thani 8. Uttaradit |

## Afbeeldingen

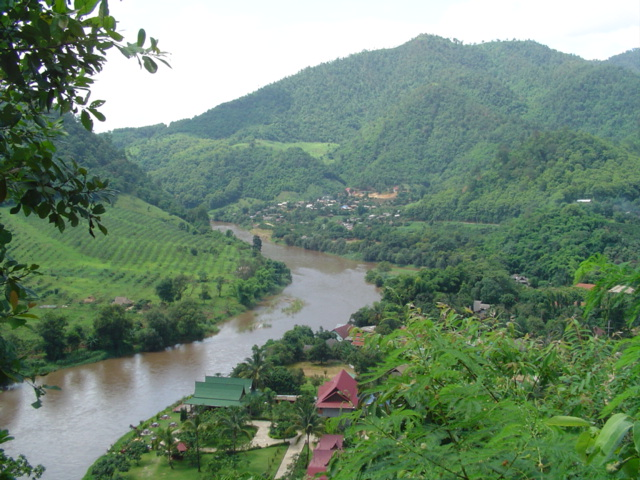
Heuvellandschap in Noord-Thailand, tussen Chiang Mai en de grens met Myanmar
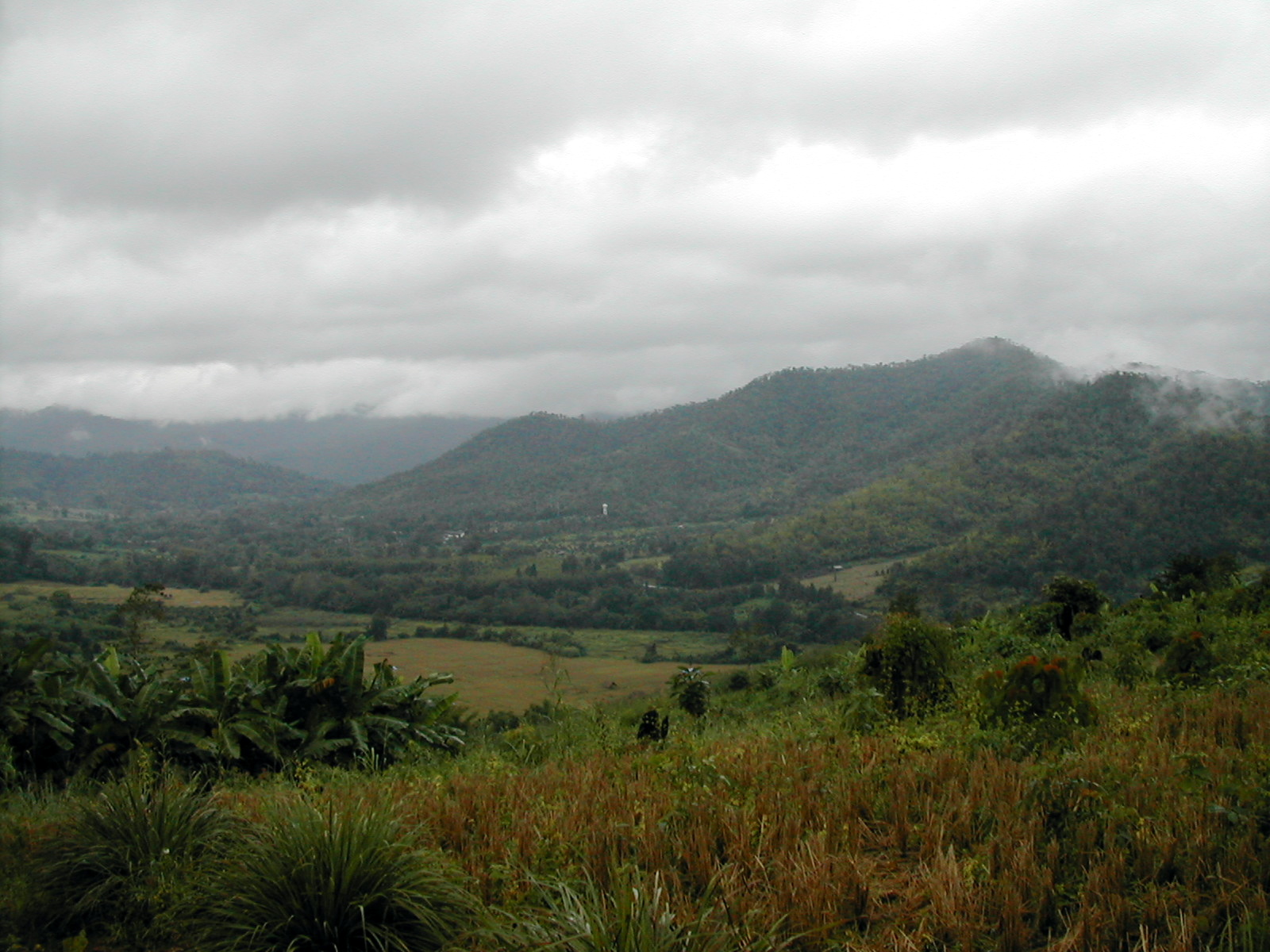
Noord-Thailand, nabij Chiang Mai